# Pargana
Una pargana és una unitat administrativa del subcontinent indi, utilitzada principalment, però no exclusivament, pels regnes musulmans.
Les parganas van ser introduïdes pel Sultanat de Delhi. La paraula és d'origen persa. Com a unitat d'ingresos, una pargana es compon de diversos mouzas, que són les unitats més petites d'ingressos, i que alhora estan formades per un o més pobles i els camps circumdants. Sota el regnat de Sher Shah Suri, l'administració de les Parganas es va veure reforçada amb l'addició d'altres funcionaris, incloent-hi un shiqdar(cap de policia), un amin o munsif (un jutge civil i oficial que gravava i recaptava els impostos) i un karkun (encarregat del registre).

## Era Mogol
Al segle xvi l'emperador Mogol Akbar va organitzar l'imperi en Subahs els quals se subdividien alhora en Sarkars o districtes, subdividits en Parganas. En el sistema Mogol, els Parganas servien com a unitats d'administració local d'un Sakar. L'administrador d'una Pargana era el Parganait o Parganadar. Altres funcionares d'una Pargana eren el shiqdar (cap de policia), amil (jutge i recaptador d'impostos), bitikchi (cap de comptabilitat i del registre), qanungo (registrador d'impostos) i el fotahdar o khazinadhar (tresorer). Els Parganas tenien costums comuns sobre els drets i responsabilitats de la terra, que eren coneguts com els Pargana Dastur, mentre que cada Pargana tenia les seves pròpies costums en relació amb la renda, honoraris, sous, pesos i mesures, conegut com el nirikh Pargana.

## Raj Britànic
Quan el Raj Britànic es va estendre a les antigues províncies mogols, començant per Bengala, en un principi van mantenir el sistema administratiu de Parganas, però, sota el govern de Charles Cornwallis, el 1793 es va promulgar l'Assentament Permanent, pel qual s'abolia el sistema de Parganas en favor dels sistema de Zamindars en el qual els zamindars es van convertir en els propietaris absoluts de les terres rurals, i abolia el pargana dastur i el pargana nirikh. L'administració britànica constava de districtes, els quals es dividien en tehsils or taluks. La Pargana van seguir sent important com terme geogràfic, persistent en l'estudi de les terres, la identificació de pobles, decrets de la cort, etc.

## Post independència
El sistema administratiu de Parganas va seguir fent-se servir en diversos estats indis, incloent-hi Tonk i Gwalior. Les Parganas va desaparèixer gairebé del tot després de la independència de l'Índia i el Pakistan el 1947, malgrat que la paraula s'utilitza en noms geogràfics, com els districtes de North 24 Parganas i South 24 Parganas a l'estat indi de Bengala Occidental.